# Great Salt Pond (St. Kitts)
Great Salt Pond ist einer der ehemaligen Vulkankrater in St. Kitts und Nevis, einem Inselstaat der Kleinen Antillen in der Karibik. 

## Geographie
Die Lagune liegt am Knauf des „Pfannenstiels“, der Southeast Peninsula von St. Kitts im Gebiet des Parish Saint George Basseterre. Der ehemalige Vulkankrater hat nach Westen durch den Little Salt Pond Verbindung zum Meer (Ballast Bay). Ortsteile von Christophe Harbour sind rund um die Wasserfläche verteilt und es gibt zahlreiche Strände. Nach Osten trennt den Pond nur ein schmaler Landstreifen von der Sand Bank Bay.